# 2024年鐵路
此條目列出2024年發生有關鐵路運輸的事件。

## 事件

### 1月

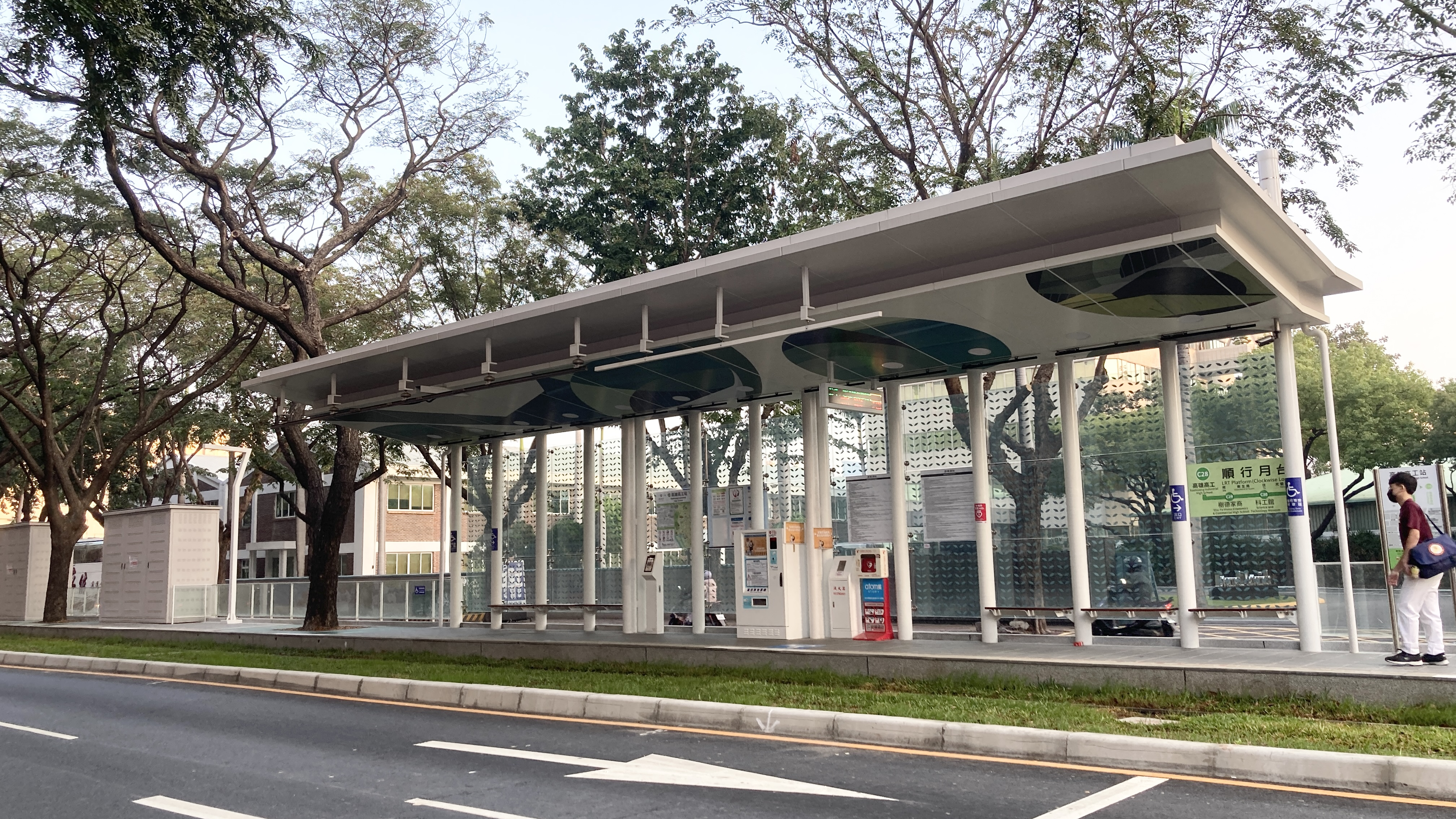
高雄環狀輕軌高雄高工站順行月台

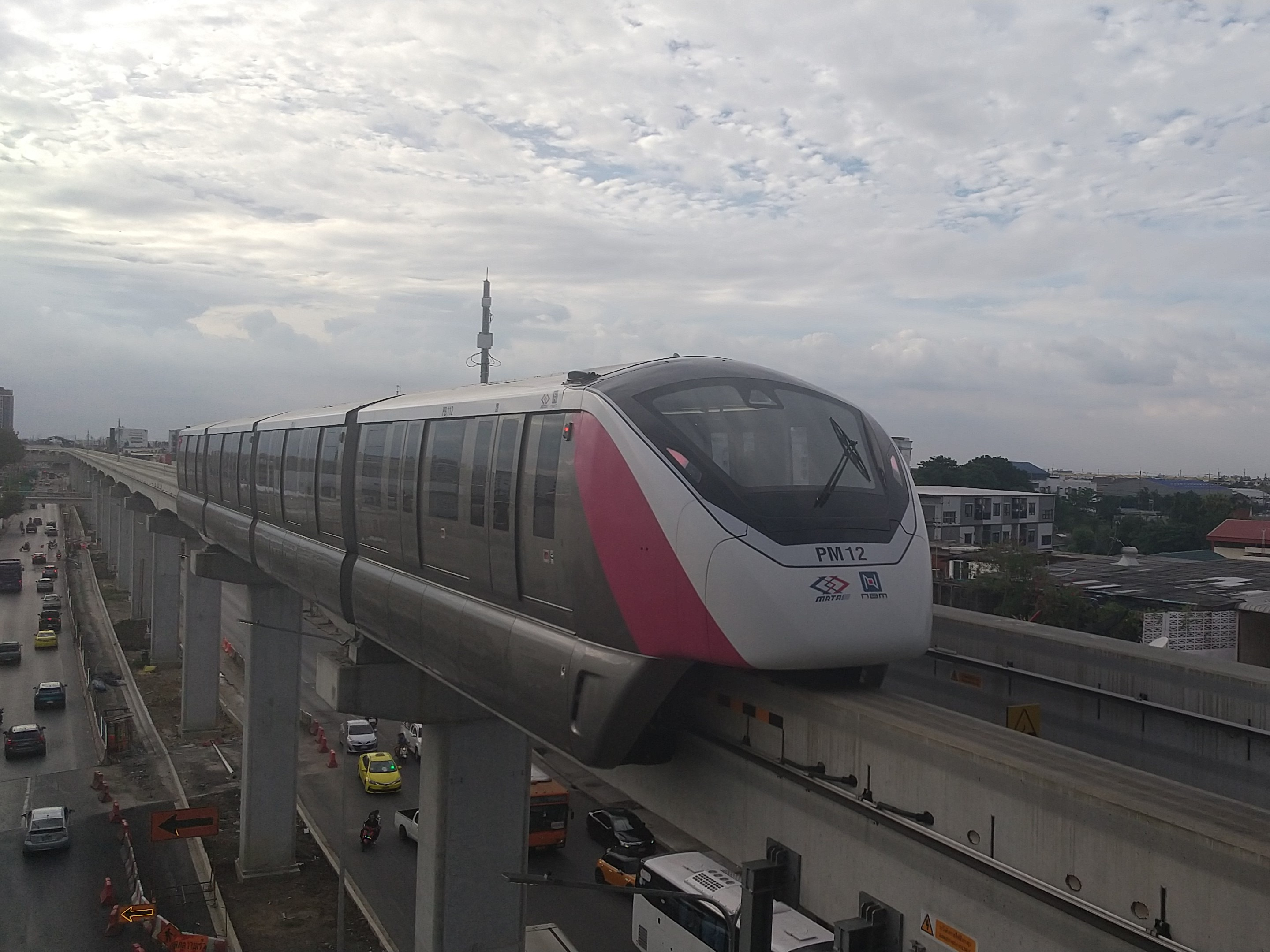
曼谷單軌鐵路粉紅線列車，攝於民武里市場站

- 1月1日：台灣鐵路管理局公司化，改組為國營台灣鐵路股份有限公司[1]。
- 1月1日：高雄捷運高雄環狀輕軌新上國小站 - 聖功醫院站段啟用，自此全線通車[2]。
- 1月1日：瑪雅鐵路坎佩切 - 帕倫克段通車[3]。
- 1月1日：開羅地鐵3號線西北延線通車[4]。
- 1月3日：曼谷單軌鐵路粉紅線正式通車[5]。
- 1月8日：克拉科夫電車18、50號線延伸段通車[6]。
- 1月10日：广珠城际铁路翠亨站，江海站和礼乐站开通运营。
- 1月13日：三縣鐵路開通來往三縣鐵路與地鐵轉乘站和邁阿密中心站的穿梭列車服務[7]。
- 1月15日：将淖铁路正式开通运营[8]。
- 1月20日：埃德蒙頓輕軌都會線由北阿爾伯塔理工學院臨時站延伸至永久站[9]。
- 1月20日：意大利鐵路網都靈都市鐵路服務4、7號線改沿都靈-切雷斯鐵路向西北延伸[10]。
- 1月23日：广惠城际铁路和广佛肇城际轨道交通由中国铁路广州局集团移交至广州地铁集团下属公司广东城际运营[11]。
- 1月24日：利用既有武黄城际铁路的市郊列车湖北新城快线开通运营[12]。
- 1月25日：陶格夫匹爾斯電車3、5號線延伸段通車[13] 。
- 1月27日：鳳凰城輕鐵西北延線第2期通車[14]。
- 1月27日：伊茲密爾電車3號線延伸段通車。[15]
- 1月29日：伊斯坦堡地鐵11號線延長[16]。
- 1月31日：无锡地铁S1线通車，与1号线贯通运营[17]。

### 2月
- 2月3日：珠機城際鐵路二期開通[18]。
- 2月24日：里約熱內盧輕軌1號線延長[19]。
- 2月24日：伊茲密爾地鐵1號線西延至塞特利克（Sehitlik）[20]。
- 2月26日：伊斯坦堡電車6號線（錫爾凱吉 - Kazlıçeşme）通車[21]。
- 2月28日：北京地铁2号线东四十条站重新启用[22]。
- 2月29日：瑪雅鐵路由坎昆國際機場延長至卡爾曼海灘[23]。
- 2月29日：拉各斯軌道交通紅線通車[24]。

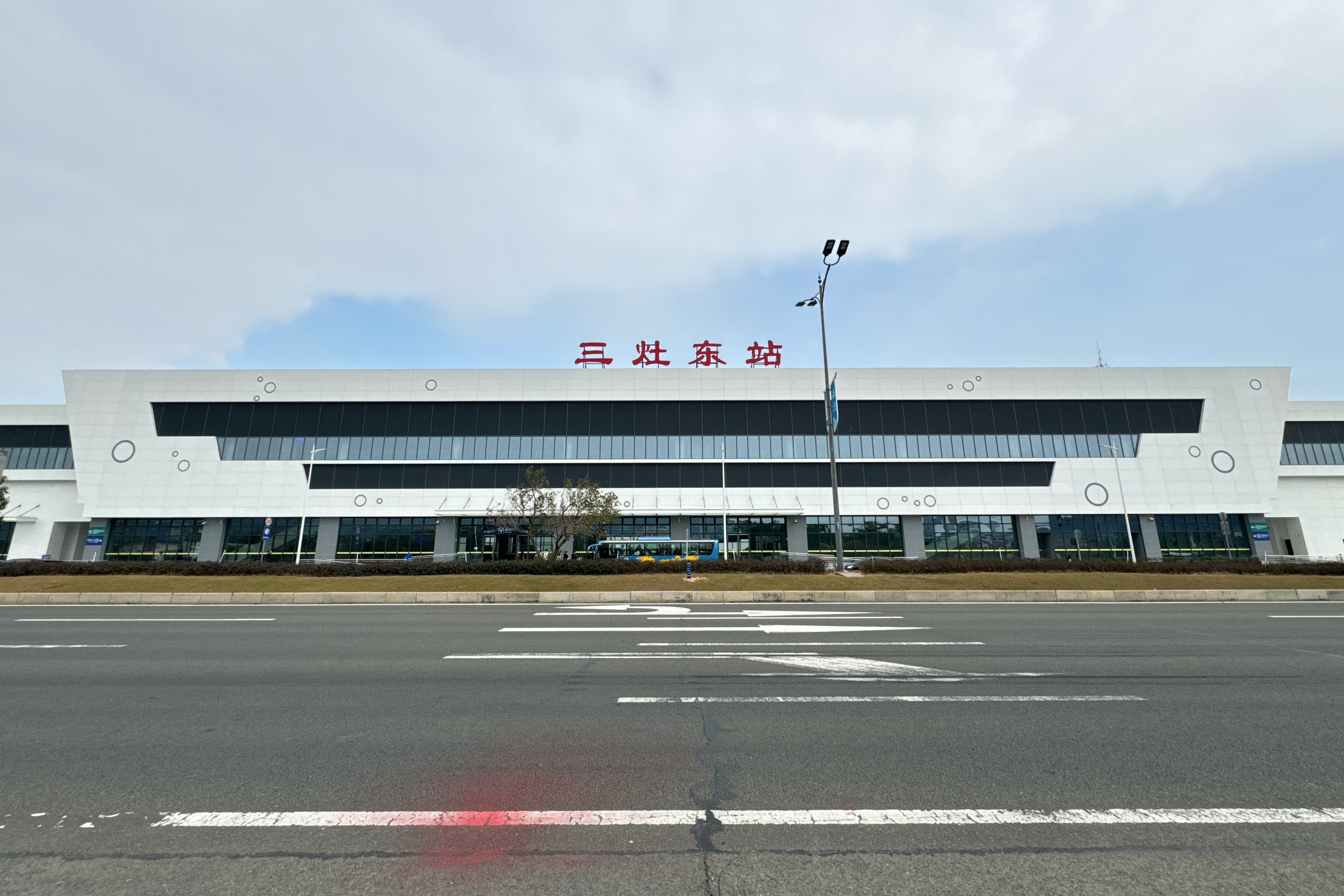
屬珠機城際鐵路二期的三灶東站，於2024年2月3日啟用。
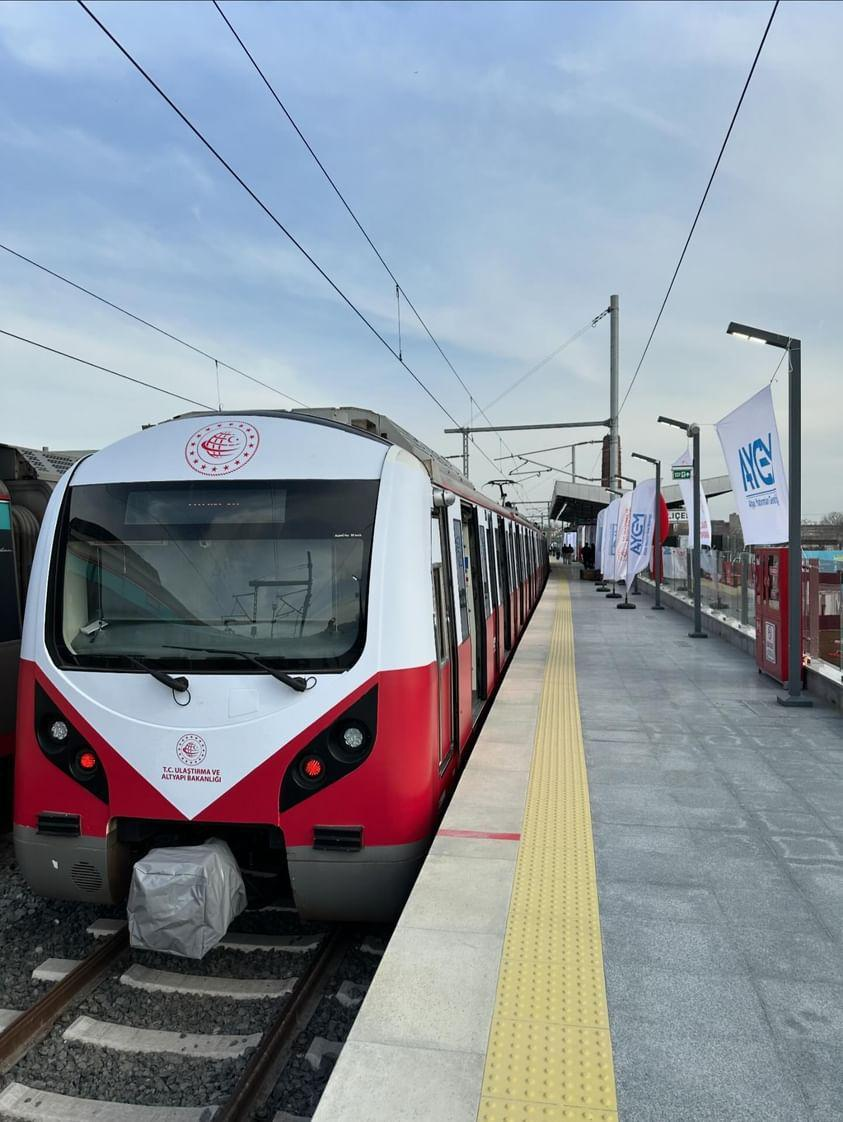
正在Kazlıçeşme站停靠的伊斯坦堡電車6號線列車。該線（於2024年2月26日開通）實際上為重型鐵路。
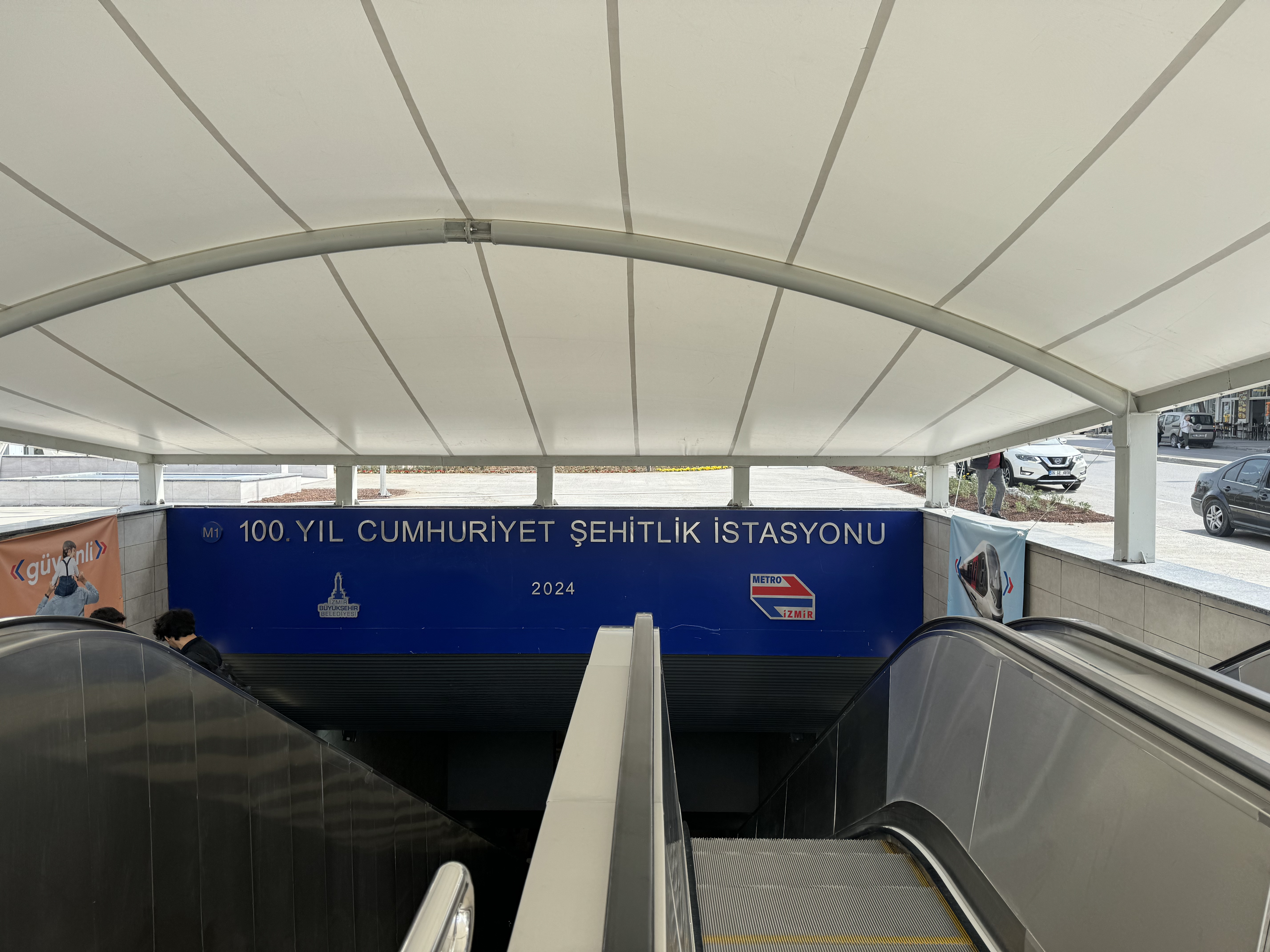
伊茲密爾地鐵1號線塞特利克站入口

### 3月
- 3月4日：伊茲密爾地鐵1號線西延一站至Kaymakamlik[25]。
- 3月5日：華沙電車延線通車[26]。
- 3月6日：阿格拉地鐵黃線通車[27]；加爾各答地鐵6號線一期及2號線西段通車、3號線北延至馬德哈特站[28]；浦那地鐵2號線東延線通車[29]；德里-密拉特區域快速運輸系統（通勤鐵路）RapidX北延至莫迪納加爾北站[30]；科契地鐵延長至特里普尼圖拉總站[31]。
- 3月10日：3號線南延至巴克爾柯伊[32]。
- 3月10日：什切青都市鐵路一期完工，增設一站並增加了三條既有鐵路服務的班次[33]。
- 3月11日：塔什干地鐵環線延長[34]。
- 3月16日：北陸新幹線金澤—敦賀段通車，北陸本線金澤至大聖寺段移交IR石川鐵道營運、大聖寺至敦賀段移交福井幸福鐵道營運[35][36]。
- 3月16日：德黑蘭地鐵4號線延長[37]。
- 3月16日：伊斯坦堡地鐵5號線向東延長[38]。
- 3月17日：伊茲密特電車延線通車[39]。
- 3月18日：伊斯坦堡地鐵9號線延長[40]
- 3月19日：伊斯坦堡地鐵11號線由伊斯坦堡機場貨運站延長至阿爾納武特柯伊[41] 。
- 3月23日：北大阪急行電鐵南北線延伸至箕面萱野站[42]。
- 3月27日：菲律賓國家鐵路都會通勤線暫停服務，以便進行北南通勤鐵路工程[43]。
- 3月28日：长春轨道交通6号线通车[44]。
- 3月28日：布爾薩地鐵1號線延長[45]。
- 3月29日：第聶伯羅城市快車（通勤列車）新線通車，連接第聶伯羅和錫內利尼科韋[46]。
- 3月30日：首都圈廣域急行鐵道A路線水西至東灘段通車[47]。
- 3月31日：南京地鐵5號線一期南段开通[48]。

阿格拉地鐵黃線首階段連接了阿格拉堡火車站和泰姬陵
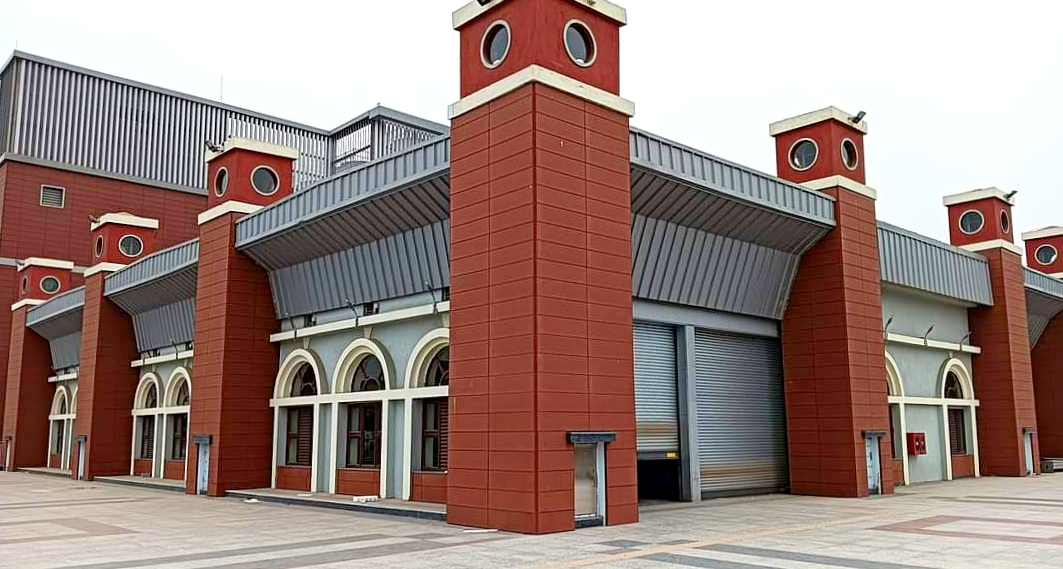
加爾各答地鐵2號線西段的豪拉站入口
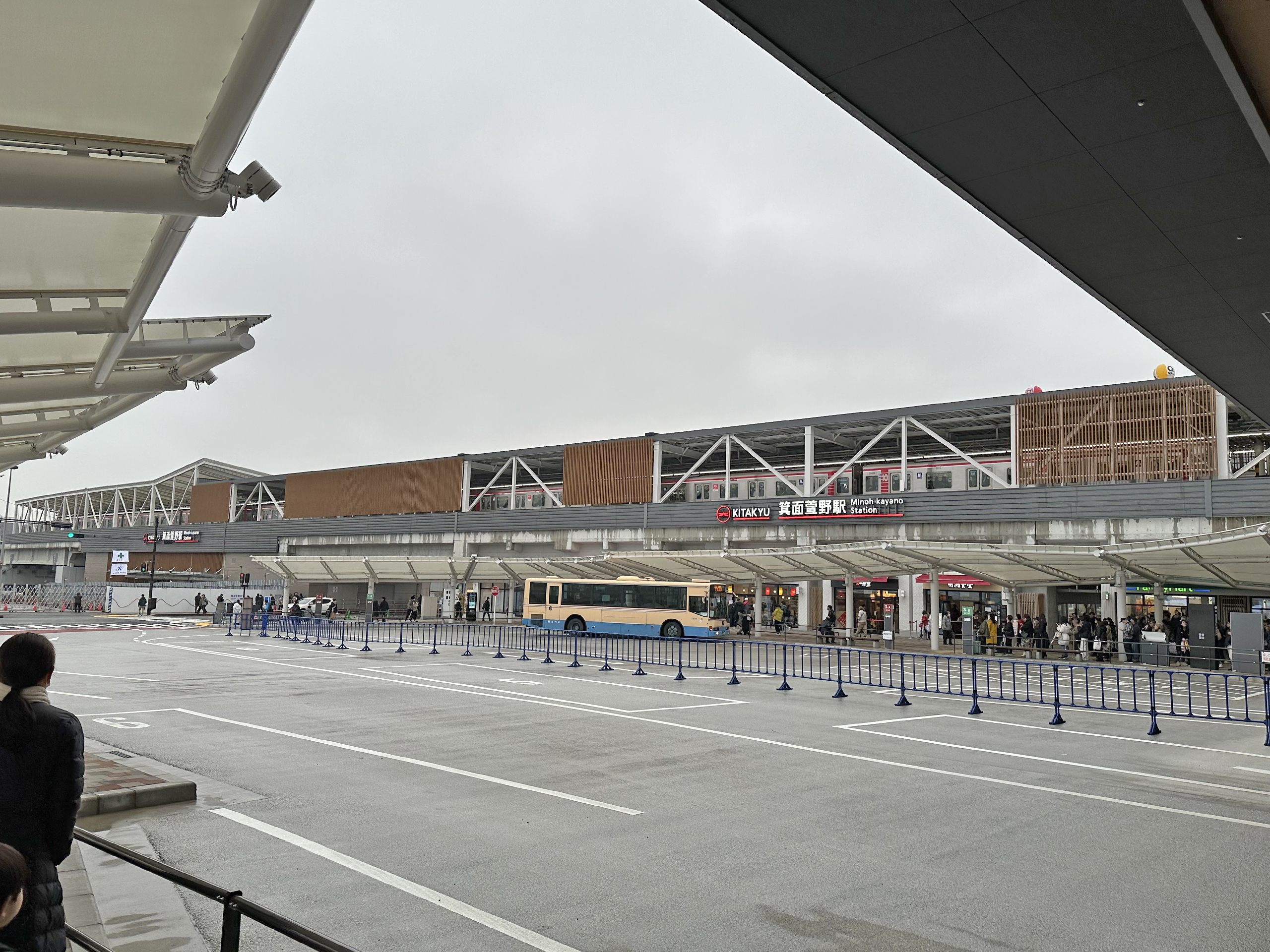
箕面萱野站站舍和巴士站，2024年3月
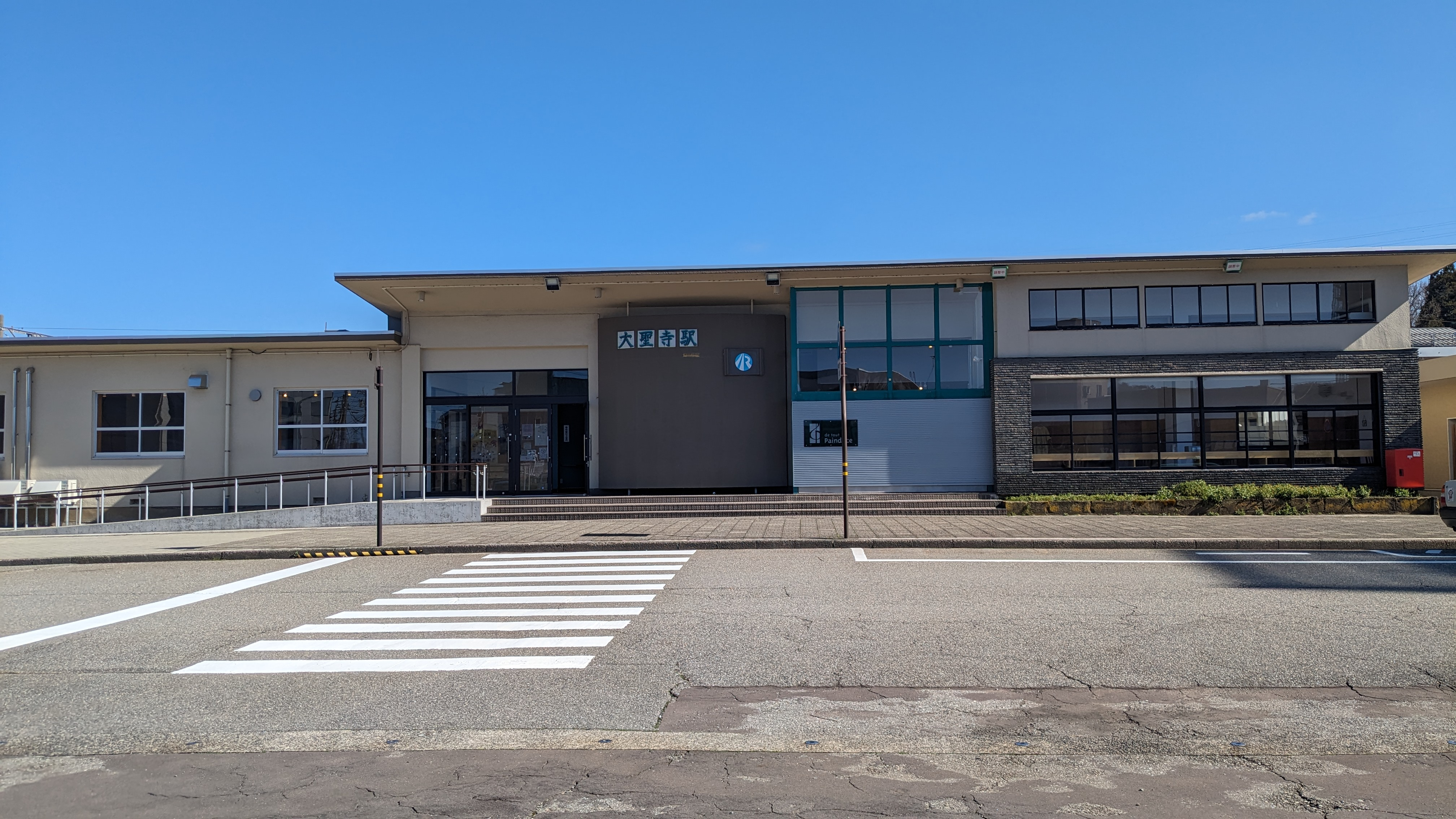
已換上IR石川鐵道標誌的車站站房（2024年3月）
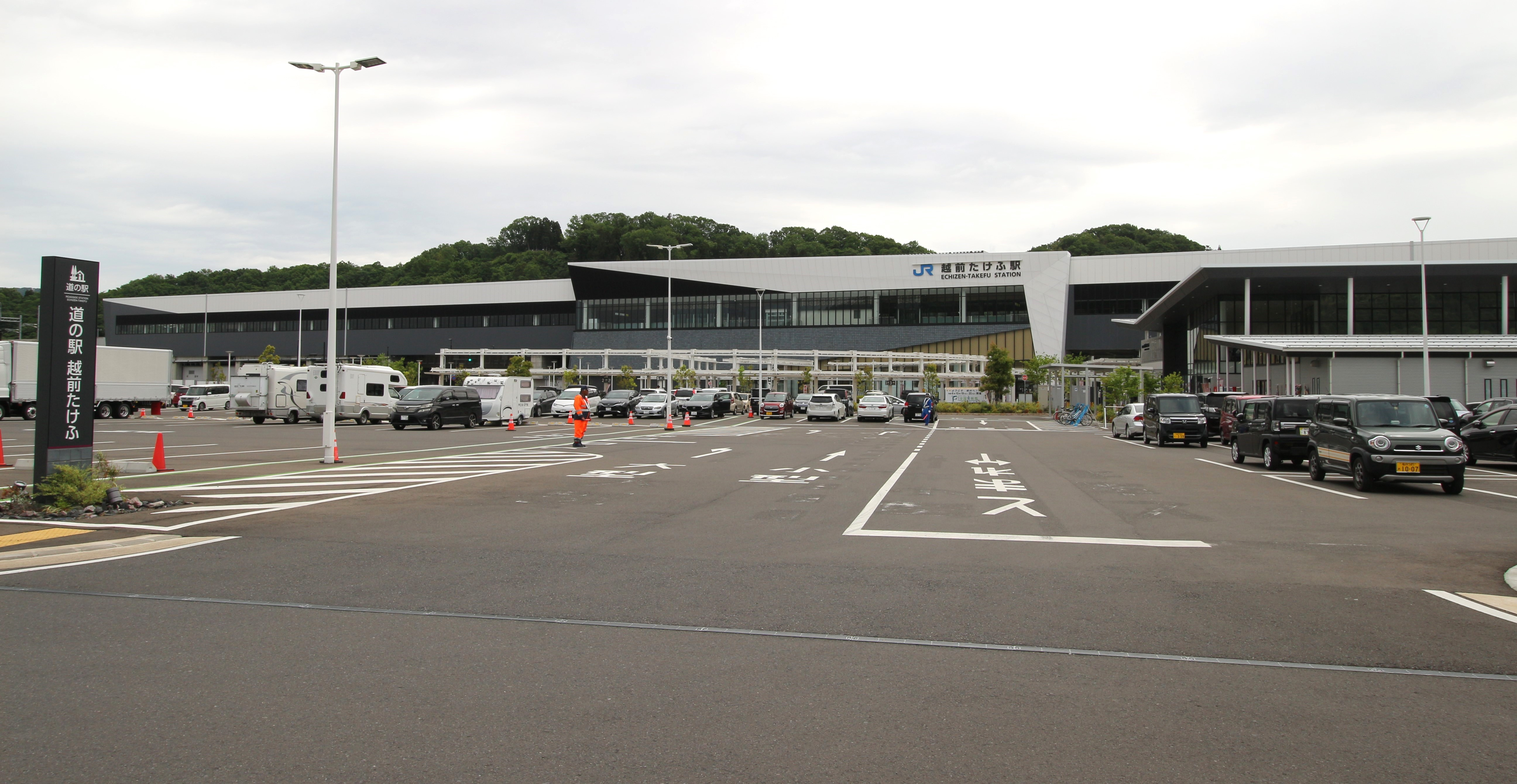
北陸新幹線越前武生站西口，2024年5月

### 4月

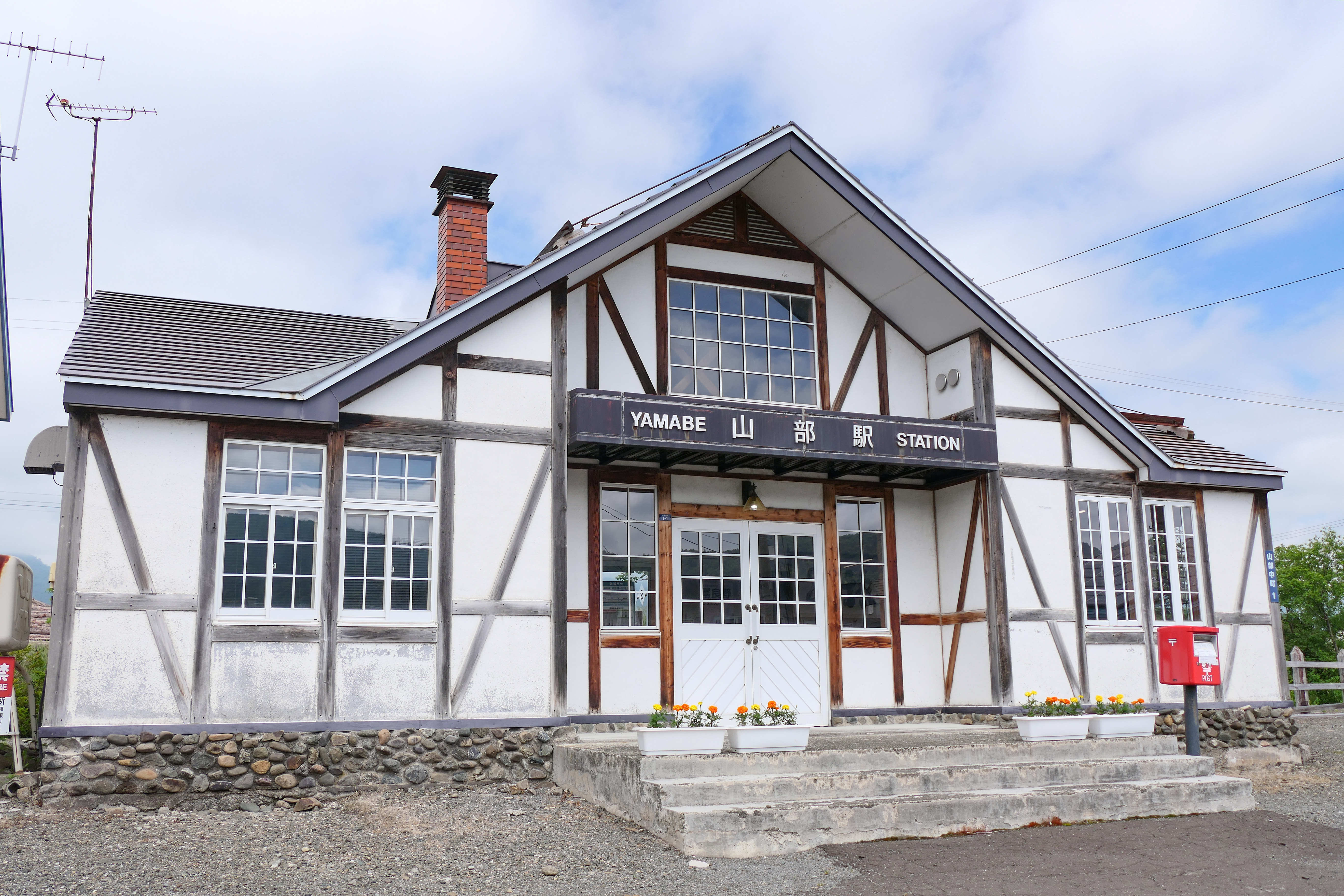
根室本線山部車站已於2024年4月1日廢站。

- 4月1日：根室本線富良野站—新得站永久停運。
- 4月1日：绍兴地铁1号线支线首通段（黄酒小镇站—大庆寺站）开通运营[49]。
- 4月3日：發生2024年花蓮地震，新北捷運環狀線板新站至中原站區間發生橋體疑似錯位分離，後證實軌道樑柱出現位移，停運至今。
- 4月5日 ：法蘭西島有軌電車3號線b線西延至太子妃門站[50]。
- 4月11日：南疆铁路铁门关站开办客运业务[51]。
- 4月25日：巴拿馬地鐵1號線向北延伸[52]。
- 4月26日：青岛地铁6号线一期（灵山湾-横云山路）开通[53]。池黄高速铁路通车[54]。
- 4月27日：西雅圖海灣輕軌2號線一期開通，連接貝爾維尤和雷德蒙德郊區[55]。
- 4月30日：廣島短距離交通瀨野線永久停運。

### 5月

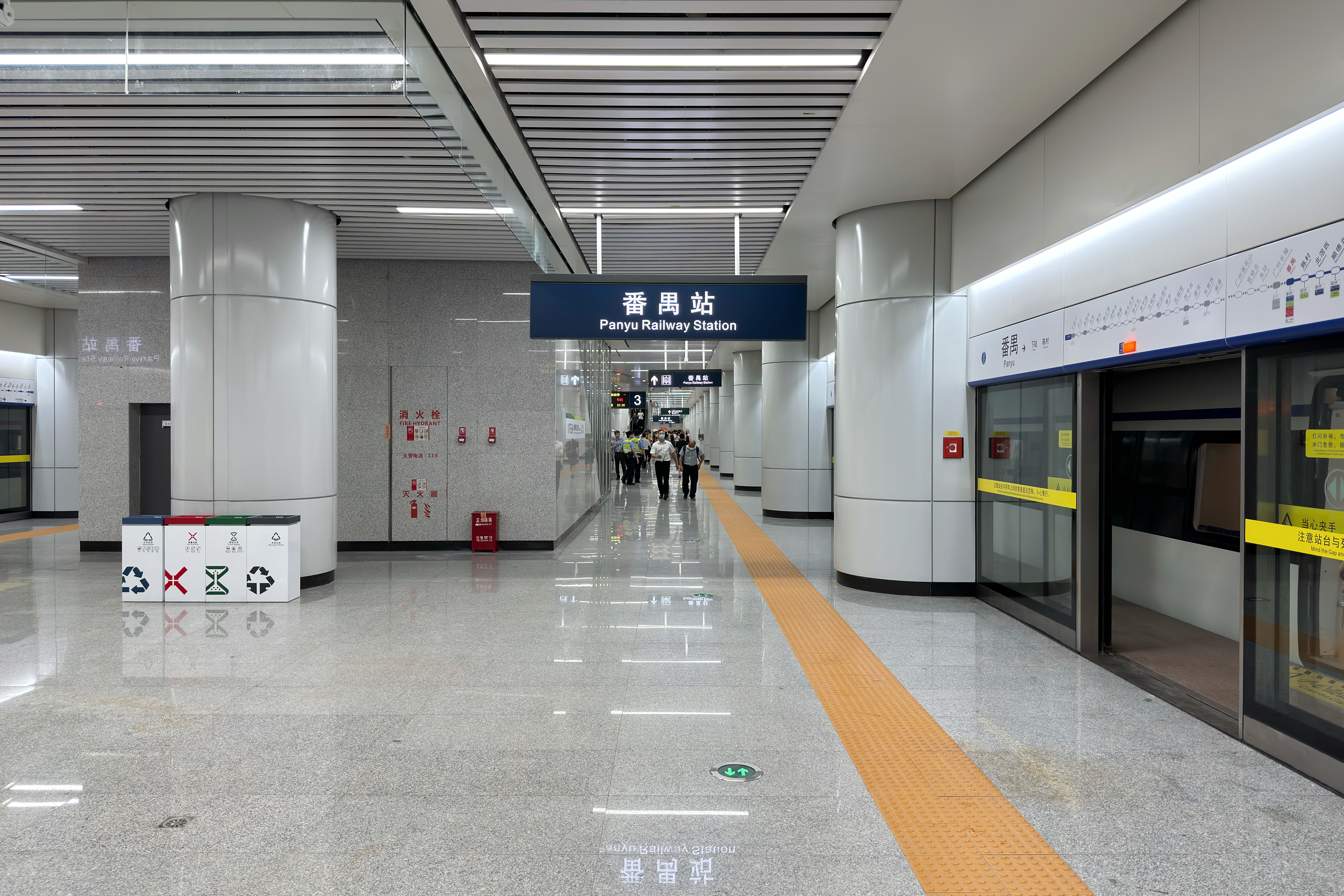
番禺站3號月台

- 5月1日：合肥地铁4号线后通段开通[56]。
- 5月6日：法蘭西島大區快鐵E綫延伸至楠泰爾-拉福利[57]。
- 5月14日：華沙電車11號線東延段通車。
- 5月15日：開羅地鐵3號線延長至開羅大學站[58]。
- 5月15日：都江堰M-TR旅游客运专线开通[59]。
- 5月21日：美鐵將每日其中一對海華沙號列車服務（芝加哥 - 密爾沃基）由密爾沃基延伸至聖保羅，並將該列車命名為「北方號」（Borealis）[60]
- 5月21日：塔爾高輕量化高速獨立車輪列車（AVRIL）開始於西班牙高速鐵路投入客運服務[61]。
- 5月22日：沪昆铁路的松江站更名為松江北站[62]。
- 5月26日：广佛南环、佛莞城际铁路开通[63]。

### 6月
- 6月3日：墨爾本城市鐵路帕克南線南延一站至東帕克南（East Pakenham）站[64]。
- 6月13日：巴黎地鐵11號線東延線通車[65]。
- 6月14日：坦桑尼亞中央線標準軌鐵路一期（達累斯薩拉姆至莫羅戈羅）通車[66]。
- 6月15日：京港直通車和滬港直通車正式廢止，被京港臥鋪動車組列車和滬港臥鋪動車組列車取代。[67]
- 6月16日：黑池電車黑池北站支線通車[68]。
- 6月19日：西維爾電車1號線東延至愛德華多·達托站[69]。
- 6月22日：哥本哈根地鐵4號線由哥本哈根火車總站南延至哥本哈根南站[70]。
- 6月23日：新加坡地鐵湯申—東海岸綫第四階段（丹戎禺－碧灣）通車[71]。
- 6月24日：巴黎地鐵14號線北延至聖但尼，並南延至奧利機場[72]。
- 6月28日：波爾圖地鐵D線南延段通車[73]。
- 6月28日：宁波轨道交通5号线延长至骆驼桥站[74][75]。长沙地铁1号线北延至金盆丘站[76]。
- 6月29日：苏州轨道交通6号线通车[77]。兰张高速铁路中川机场至武威东段通车[78]。
- 6月30日：高雄捷運紅線岡山路竹延伸線第一階段（岡山高醫至岡山）通車[79]。

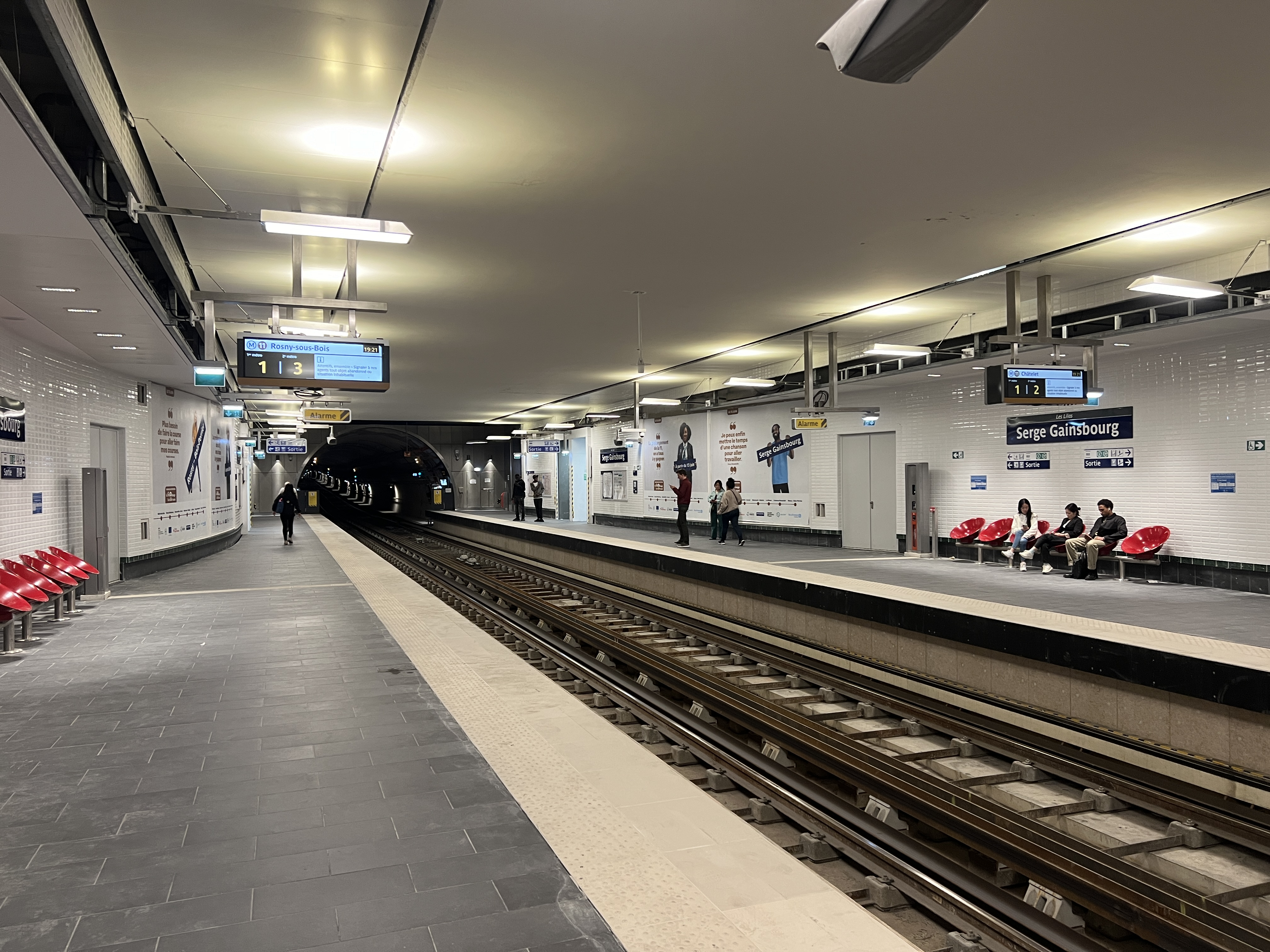
塞爾日·甘斯布站，屬巴黎地鐵11號線東延段
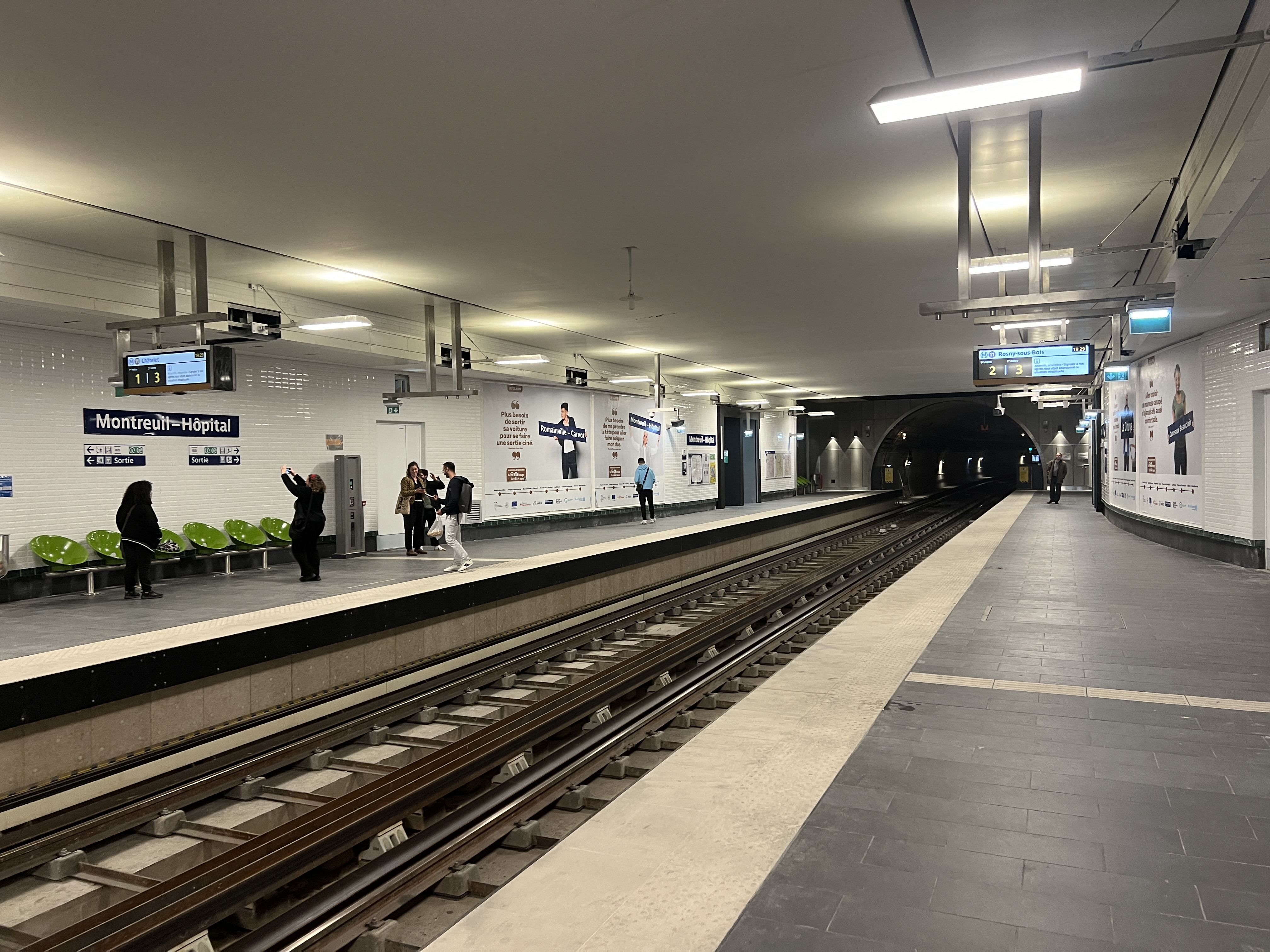
蒙特勒伊 - 醫院站，屬巴黎地鐵11號線東延段
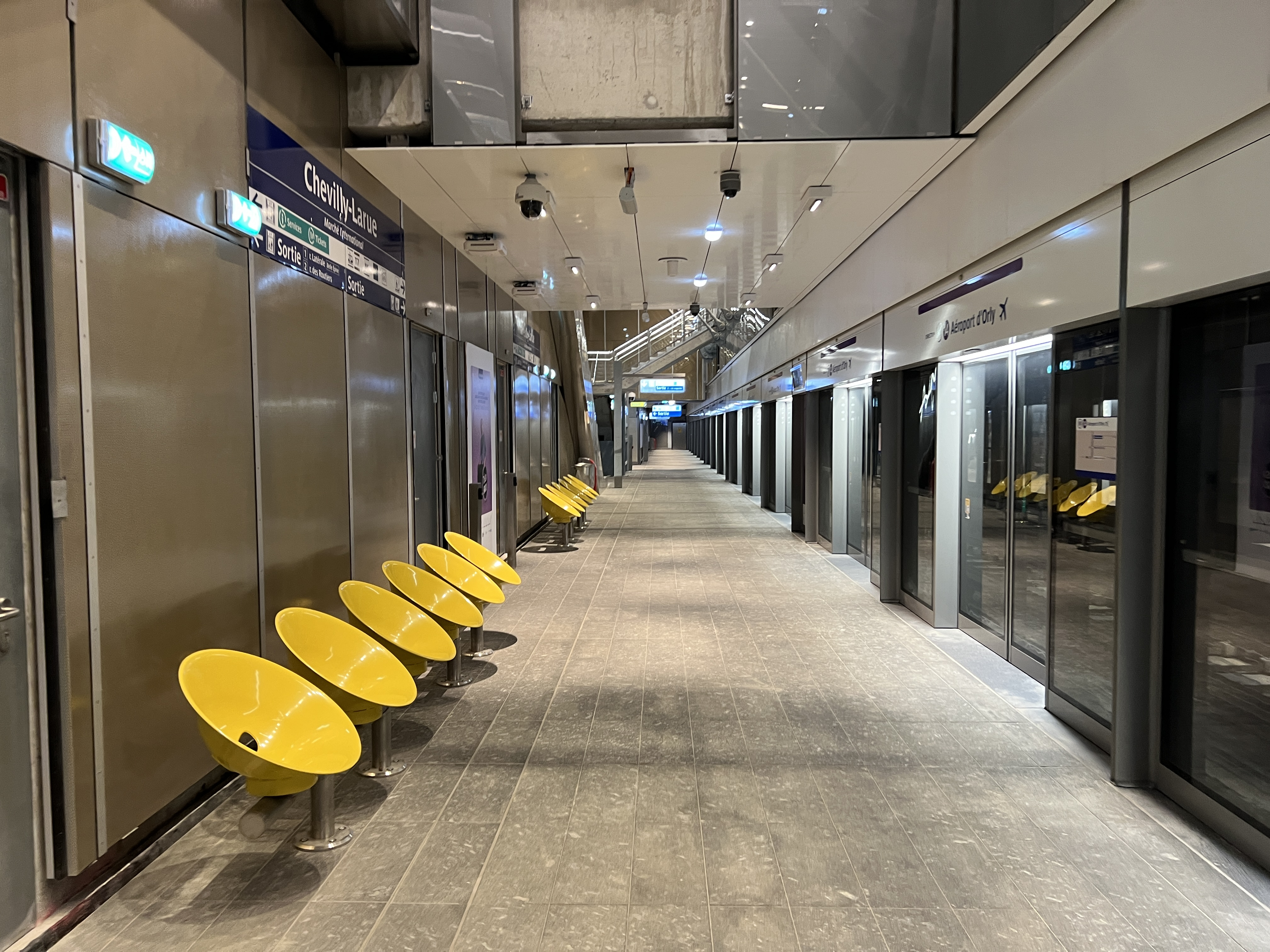
舍維伊拉呂站，屬巴黎地鐵14號線南延段
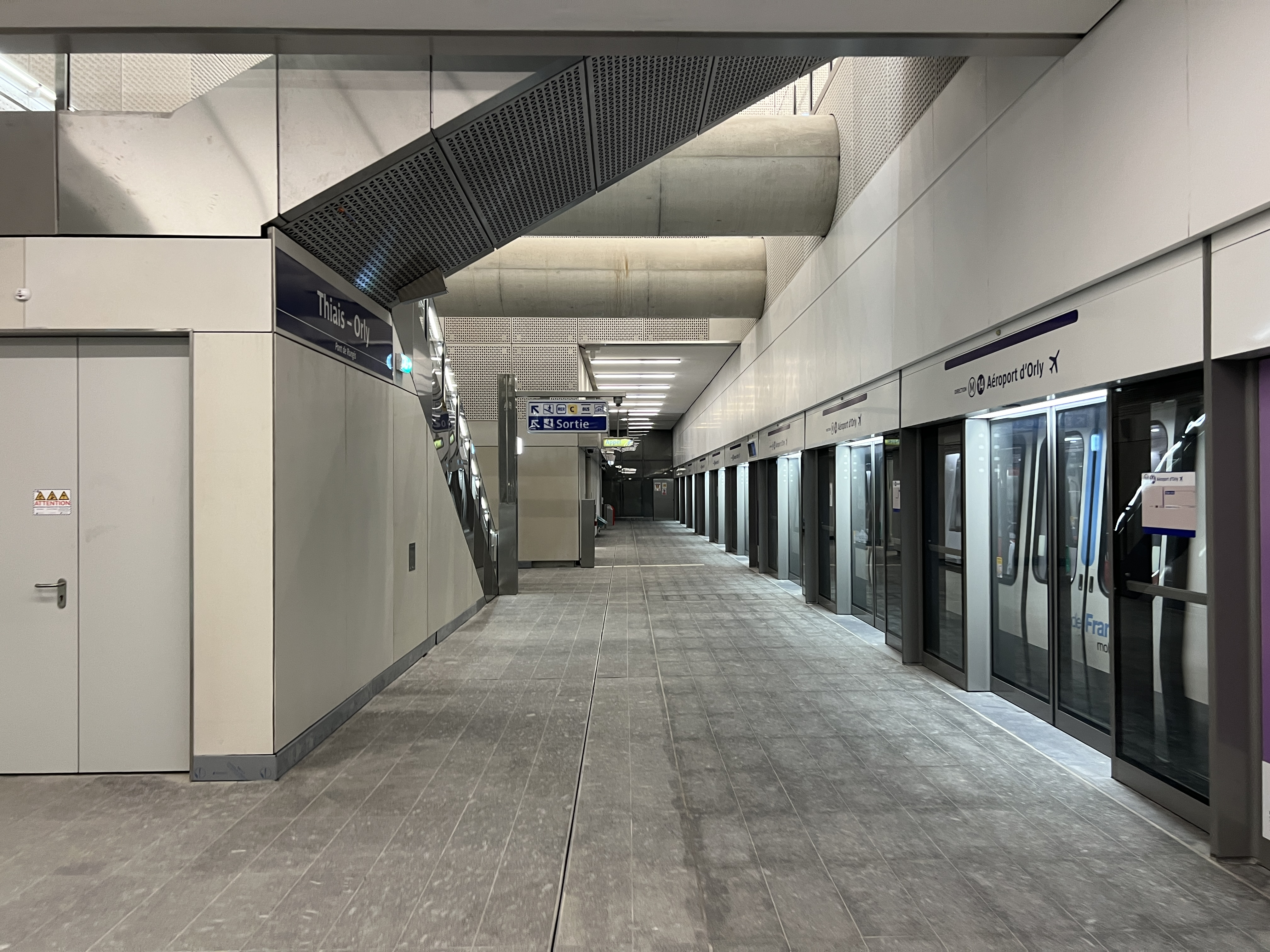
蒂艾-奧利站，位於巴黎地鐵14號線南延段
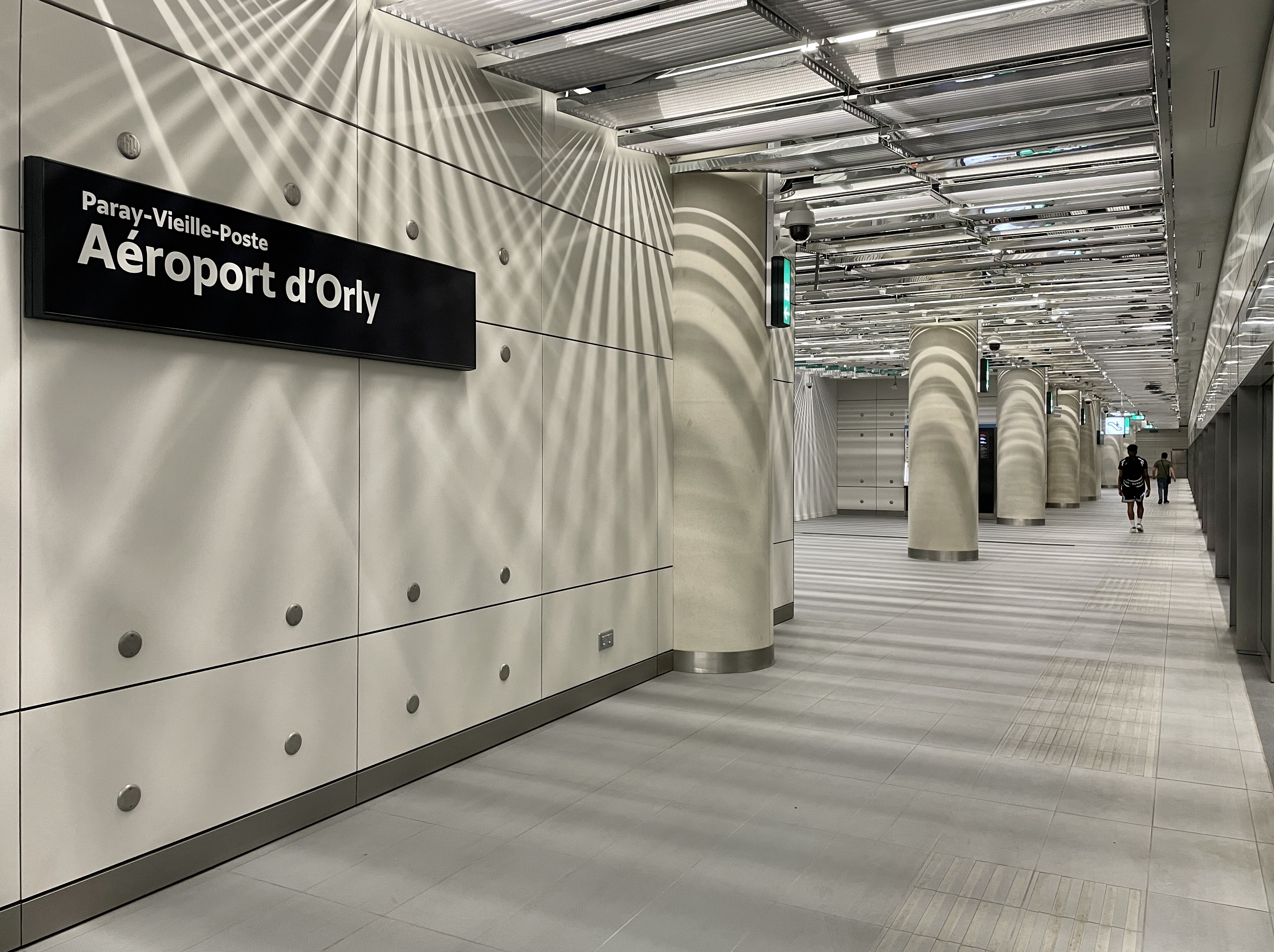
奧利機場站，巴黎地鐵14號線南延後的南端總站

### 7月
- 7月1日：天津地铁1号线東延段通車（東沽路至雙橋河）[80]。
- 7月6日：阿里山林業鐵路十字路至第一分道段修復完成，恢復全線通車[81]。
- 7月7日：盧森堡電車延伸至盧森堡體育場[82]。
- 7月15日：珀斯君達樂線北延Yanchep段通車[83][84]。
- 7月17日：那不勒斯地鐵6號線延伸至市政廳站並全線通車[85]。
- 7月18日：日兰高速铁路剩余段（庄寨至兰考南）通车[86]。
- 7月22日：卡塔尼亞地鐵延長。
- 7月31日：中国内地往来香港普速城際直通車口岸关闭[87]。

### 8月
- 8月5日：芝加哥地鐵綠線地門站（英语：Damen station (CTA Green Line)）啟用。
- 8月8日：河內都市鐵路3號線架空段開通[88]。
- 8月10日：首爾地鐵8號線延伸至別內（別內線）[89]。
- 8月12日：西安雲巴開通。
- 8月15日：榜鵝輕軌德利輕軌站啟用。
- 8月19日：悉尼地鐵城市及西南線通車，由車士活站延伸至悉鄧咸站[90]。
- 8月23日：佛山地铁3号线后通在建段開通。
- 8月25日：位於阿德萊德港的阿德萊德通勤鐵路外港線港碼頭支線通車，該支線將只設一站：港碼頭（Port Dock）站[91]。
- 8月30日：西雅圖海灣輕軌1號線北延至林伍德[92]。
- 8月30日：川青铁路镇江关至黄胜关段通车[93]。

### 9月
- 9月1日：澳門輕軌氹仔綫協和醫院站啟用[94]。
- 9月5日：莫斯科地鐵索科利尼基線延伸。
- 9月6日：杭温高速铁路开通[95]，金华轨道交通横店高铁站同步启用[96]。
- 9月7日：莫斯科地鐵特羅伊茨克線通車。
- 9月10日：苏州轨道交通8号线开通[97]。
- 9月14日：龙龙高速铁路梅州西至龙川西段开通[98]。
- 9月17日：艾哈邁達巴德地鐵2號線延長。
- 9月21日：上海地鐵9座車站進行更名，4號線的浦電路站更名為向城路站。
- 9月26日：西安地铁10号线开通，5号线东延至雁鸣湖站，6号线南延至西安南站[99]。
- 9月28日：上海轨道交通11号线康恒路站开通[100]。天津轨道交通津静线通车，5号线延伸至京华东道站[101]，建國道站更名為建國道意風區站。
- 9月29日：成都市域铁路S3线全线通车[102]。渝昆高速铁路重庆西至宜宾东段通车[103]。京津城际铁路亦庄站启用[104]。
- 9月29日：浦那地鐵1號線延長。

### 10月
- 10月1日 ：包银高速铁路惠农南至银川段通车，武汉地铁7号线二期开通[105]。
- 10月2日：廣州地鐵21號線由員村站縮短至天河公園站。
- 10月7日：孟買地鐵3號線通車。
- 10月10日：苏州轨道交通4号线支线拆解成苏州轨道交通7号线[106]。
- 10月11日：宣绩高速铁路通车[107]。
- 10月12日：米蘭地鐵4號線西延伸段（聖巴比拉至聖克里斯托福羅）通車[108]。
- 10月15日：海南环岛高速铁路和乐站启用[109][110]。
- 10月15日：拉各斯軌道交通紅線通車。
- 10月21日：潍烟高速铁路通车。[111]

### 11月
- 11月1日：澳門輕軌石排灣線开通。
- 11月1日：广州地铁3号线延伸至海傍站[112]。
- 11月3日：洛杉磯軌道交通C線/K線航空/世紀站完工，C線縮短至該站，C線以南的路段改為K線。
- 11月10日：丰沙铁路恢复开行客运列车[113]。
- 11月12日：广州海珠有轨电车1号线广州塔站永久停运，广州塔东站因改造施工停运至2025年6月。
- 11月16日：三乐旅游铁路三亚站至崖州站段开通运营[114]。
- 11月16日：馬尼拉輕軌1號線延長。
- 11月19日：郑州地鐵14號線市民大道站开通。
- 11月21日：集通铁路蒙根塔拉至大板段电气化后全线双线电气化运行[115]。
- 11月22日：济南轨道交通3号线延长至机场南。
- 11月26日：哈尔滨地铁3号线全线成环。
- 11月30日：塞薩洛尼基地鐵1號線通車[116]。
- 11月30日：上海轨道交通17号线延伸至西岑站。
- 11月30日：郑州地铁6号线一期东北段开通。[117]。
- 11月30日：台鐵鳳鳴車站臨時站啟用[118]。

### 12月
- 12月1日：苏州轨道交通7号线二期（常楼-红庄）开通，既有4号线支线并入7号线[119]。
- 12月1日：立山隧道無軌電車停運。
- 12月1日：利雅德地鐵第一階段3條路線開通。
- 12月2日：澳門輕軌橫琴線开通。
- 12月3日：徐州地铁3号线二期开通，运营区段改为振兴大道站至银山站[120]。
- 12月8日：荆荆铁路通车[121]。
- 12月10日：新加坡地鐵東北線延伸至榜鵝海岸地鐵站。[122]
- 12月12日：因地震而停運達8個月的新北捷運環狀線重新貫通。
- 12月13日：沪昆铁路新桥-石湖荡段拨接至经由上海松江站的新线，经由松江北站的旧线停用[123]。
- 12月14日：大慶線开通。
- 12月15日：北京地铁昌平線朱房北站啟用，並延伸至蓟门桥站；12號線、3號線通车[124][125]。
- 12月15日：利雅德地鐵第二階段2條路線開通。
- 12月18日：青岛地铁2号线西延至四川路（轮渡）站[126]。
- 12月19日：成都地铁8号线二期（桂龙路-十里店、莲花-龙港）、27号线一期开通[127]。
- 12月20日：巴拉馬打輕軌一期開通[128]。
- 12月21日：大邱都市鐵道1號線延伸至河陽。
- 12月22日：胡志明市都市鐵路1號綫开通[129]。
- 12月26日：沪苏湖高速铁路开通[130]。西安地鐵8號線开通[131][132][133]。合肥轨道交通8号线开通[134]。重慶市郊鐵路璧銅線開始試乘。瀋陽地鐵2號線的市府廣場站更名為人民廣場站[135]。
- 12月27日：上海機場聯絡線通車[136]。武汉地铁11号线延伸至江安路站[137]。
- 12月28日：广清城际铁路北延段[138]、深圳地鐵3號線東延段、深圳地鐵7號線二期、深圳地鐵11號線東延段、深圳地鐵12號線北段、深圳地鐵13號線深圳灣口岸站至高新中站[139][140]、广州地铁6号线沙河站、广州地铁11号线[141]、怀兴城际铁路大兴机场至廊坊北站段、津兴城际铁路二期（固安东站-怀兴城际大兴机场站）[142]、南京地铁7号线中段[143]、贵阳轨道交通S1线、天津地铁11号线一期工程西段[144]开通。
- 12月29日：郑州地铁7號線、8號線一期開通。[145]
- 12月30日：南珠高速铁路南玉段、沈阳地铁3号线西段开通[146]。
- 12月31日：集大原高速铁路开通。